# برج قلب الطائف

صورة لأعلى البرج ويتضح المطعم الدوار الذي يقع بالدور قبل الأخير

مدخل برج قلب الطائف ويتضح فندق اوالف انترناشيونال

برج قلب الطائف هو البرج الوحيد بمدينة الطائف في السعودية، يتكون البرج من 30 طابقا، ويبلغ طوله 150 متر تقريباً، ويتكون من:

## السوق التجاري
يشغل ثلاثة طوابق مساحة الطابق الواحد25.192م2 و المساحة الإجمالية للطوابق الثالثة 75.576 م2 .

## البدروم
يحتوي على مواقف تتسع لـ 700 سيارة وكذلك بعض المحلات التجارية و مسجد رجال يتسع لـ 70 مصلي ومسجد نساء يتسع لـ 20 مصلي، وثلاث دورات مياه .

## الدور الأرضي
يحوي سوبرماركت مساحته 4000م2 و بعض المحلات التجارية الأخرى.

## الدور الأول العلوي
يحتوي على صالة تزلج بمساحة 1100م2 و ألعاب أطفال مساحتها 3500م2 و 14 مطعم .
بالإضافة إلى مطعم دوّار ( يقوم بالدوران على مدينة الطائف كاملة كل 24 ساعة )ويقع في الطابق 29 و في الطابق 30 يوجد مقهى. يحتوي الطابق الثاني على صالة تزلج تبلغ مساحتها 1,000 م^2 بالإضافة إلى 14 مطعماً يتقدمها مطعم البيك وكودو وصب واي والكثير من المطاعم الشهيرة.
كما يتميز بأجنحة فندقية متميزة تحت مسمى فندق أوالف انترناشيونال. ويعتبر السوق من أشهر الأسواق في مدينة الطائف.

## الحدود
1. يحده من الشمال شارع الجيش .
2. يحده من الجنوب شارع صالح بن سبعان .
3. يحده من الغرب شارع أبو بكر الصديق .
4. يحده من الشرق شارع الملك سعود بالتقاء مع شارع عكاظ .